# 브라이언 페리
브라이언 페리(영어: Bryan Ferry, CBE, 1945년 9월 26일 ~ )는 영국의 싱어송라이터이다.
록시 뮤직의 리더로 유명하지만, 1973년부터는 솔로로서도 활발히 활동하였다.

## 서훈
- 2011년 대영 제국 훈장 3등급(CBE) 수훈[1]